# Castrocielo
Castrocielo är en ort och kommun i provinsen Frosinone i regionen Lazio i Italien. Kommunen hade 3 979 invånare (2018).